# 水陆路邮件

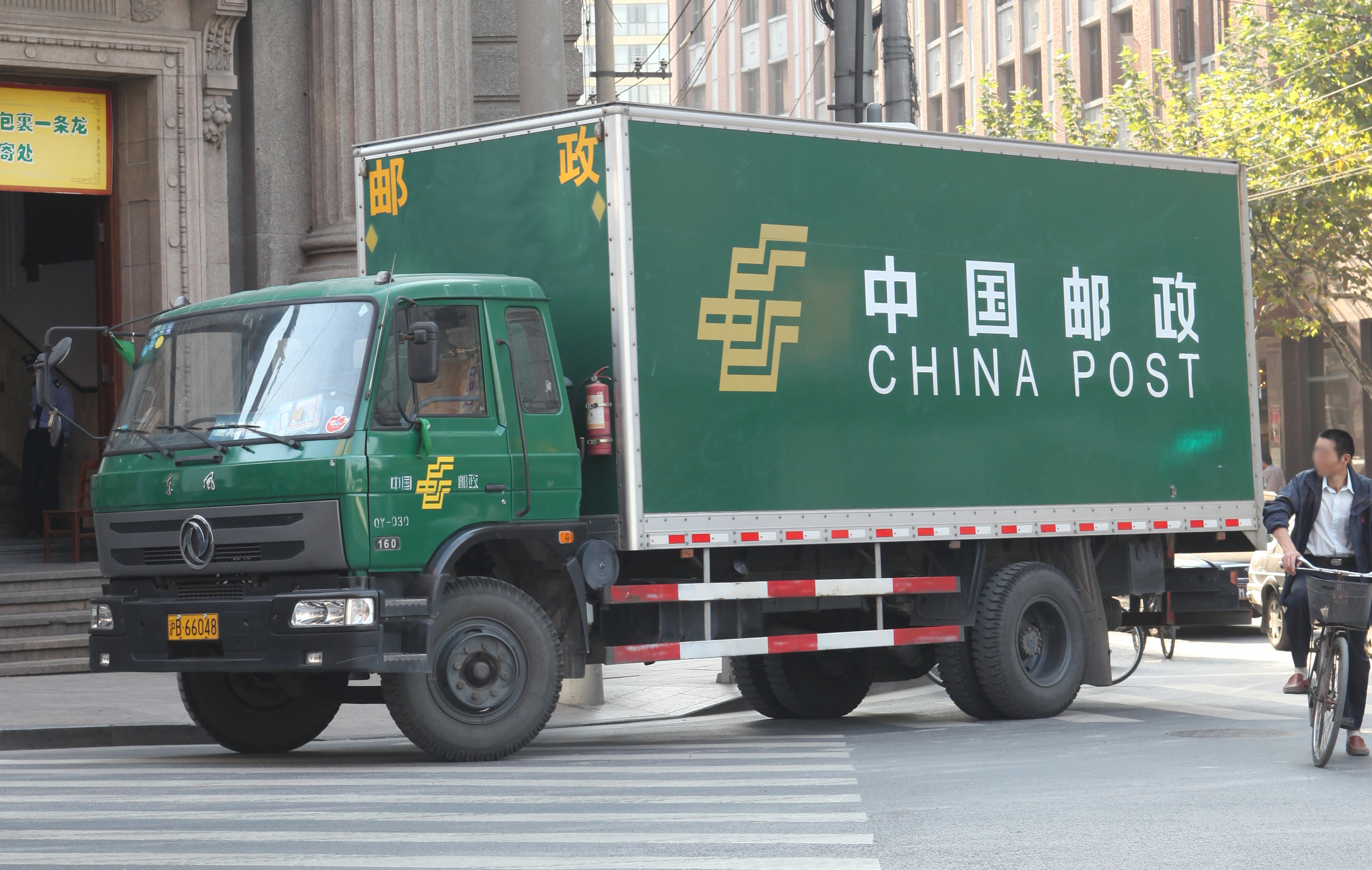
运输邮件的中国邮政卡车

水陆路邮件是指与航空邮件相对，在陆地及海洋上，通过卡车、火车及船运输的邮件。水陆路邮件比航空邮件价格更加便宜，速度也较慢。
大件货物及非紧急的邮件通常通过此种方式运输。
一般會在郵件上用法語寫上或，或是用英文写上。